# S&M Airlines
S&M Airlines — второй альбом американской панк-рок-группы NOFX. Выпущен 5 сентября 1989 года на Epitaph Records.

## Об альбоме
Все композиции написаны Fat Mike, кроме «Go Your Own Way» (песня Fleetwood Mac), композиции «Day to Daze», «Professional Crastination», «Drug Free America» и «Life O’Riley» написаны Fat Mike и Эриком Мелвином.

## Список композиций
1. «Day to Daze» — 1:54
2. «Five Feet Under» — 2:42
3. «Professional Crastination» — 2:43
4. «Mean People Suck» — 2:02
5. «Vanilla Sex» — 2:31
6. «S&M Airlines» — 4:40
7. «Drug Free America» — 3:37
8. «Life O’Riley» — 1:55
9. «You Drink, You Drive, You Spill» — 2:18
10. «Scream for Change» — 2:52
11. «Jaundiced Eye» — 3:48
12. «Go Your Own Way» — 2:18

## Участники записи
- Майк Беркетт (Michael Burkett, «Fat Mike») — вокал, бас
- Эрик Мелвин (Eric Melvin) — гитара
- Эрик Сандин (Erik Sandin) — ударные
- Стив Кидвиллер (Steve Kidwiller) — гитара
- Алисон Браун (Alison Braun) — фотограф
- Доннел Камерон (Donnell Cameron) — звук, кавер-дизайн
- Грег Граффин (Greg Graffin) — бэк-вокал
- Брэд Гуревич (Brett Gurewitz) — бэк-вокал, звук
- Legendary Starbolt — продюсер
- Edward Repka — арт
- Starbolt — продюсер
- Steve — бэк-вокал